# سولتان
سولتان (واشنطن) (بالإنجليزية: Sultan, Washington)‏ هي مدينة تقع في الولايات المتحدة في مقاطعة سنوهوميش، واشنطن. يقدر عدد سكانها بـ 4,651 نسمة ومساحتها 8.16 كم2 وترتفع عن سطح البحر 33 متر.

## التركيبة السكانية
قام مكتب تعداد الولايات المتحدة بتحديد بيانات التركيبة السكانية لسولتانفي تعداد الولايات المتحدة. في ما يلي، التركيبة السكانية حسب تعدادي 2000 و2010.

### تعداد عام 2000
بلغ عدد سكان سولي 904 نسمة بحسب تعداد عام 2000، وبلغ عدد الأسر 348 أسرة وعدد العائلات 271 عائلة مقيمة في المدينة. في حين سجلت الكثافة السكانية 1,736.5 نسمة لكل ميل مربع (670.5/كم2). وبلغ عدد الوحدات السكنية 360 وحدة بمتوسط كثافة قدره 691.5 نسمة لكل ميل مربع (267.0/كم2).
وتوزع التركيب العرقي للمدينة بنسبة 99.78% من البيض و 0.22% من الأمريكيين ذوي الأصول الآسيوية.
بلغ عدد الأسر 348 أسرة كانت نسبة 36.2% منها لديها أطفال تحت سن الثامنة عشر تعيش معهم، وبلغت نسبة الأزواج القاطنين مع بعضهم البعض 71.8% من أصل المجموع الكلي للأسر، ونسبة 3.4% من الأسر كان لديها معيلات من الإناث دون وجود شريك، وكانت نسبة 22.1% من غير العائلات. تألفت نسبة 21.0% من أصل جميع الأسر من أفراد ونسبة 14.1% كانوا يعيش معهم شخص وحيد يبلغ من العمر 65 عاماً فما فوق. وبلغ متوسط حجم الأسرة المعيشية 3.03، أما متوسط حجم العائلات فبلغ 2.60.
بلغ العمر الوسطي للسكان 39 عاماً. وكانت نسبة 6.3% بين الثامنة عشر والأربعة وعشرون عاماً، ونسبة 26.2% كانت واقعةً في الفئة العمرية ما بين الخامسة والعشرون حتى والأربعة وأربعون عاماً، ونسبة 18.9% كانت ما بين الخامسة والأربعون حتى الرابعة والستون، ونسبة 20.0% كانت ضمن فئة الخامسة والستون عاماً فما فوق. يوجد لكل 100 أنثى 94.4 ذكر، ويوجد لكل 100 أنثى في الثامنة عشر من عمرها فما فوق 93.4 ذكر.
بلغ متوسط دخل الأسرة في المدينة 47,344 دولار، أما متوسط دخل العائلة فبلغ 54,018 دولار. وكان متوسط دخل الذكور 36,563 دولار مقابل 25,446 دولار للإناث. وسجل دخل الفرد الخاص بالمدينة 19,506 دولار. وكانت نسبة 1.1% من العائلات ونسبة 1.9% من السكان تحت خط الفقر، وكان من هؤلاء نسبة 0.7% تحت سن الثامنة عشر ونسبة 2.2% في الخامسة والستين من العمر وما فوق.

### تعداد عام 2010
بلغ عدد سكان سولتان 4,651 نسمة بحسب تعداد عام 2010، وبلغ عدد الأسر 1,607 أسرة وعدد العائلات 1,142 عائلة مقيمة في المدينة. في حين سجلت الكثافة السكانية 1,476.5 نسمة لكل ميل مربع (570.1/كم2). وبلغ عدد الوحدات السكنية 1,752 وحدة بمتوسط كثافة قدره 556.2 لكل ميل مربع (214.8/كم2).
وتوزع التركيب العرقي للمدينة بنسبة 12.2% من الهسبانيون أو اللاتينيون من أي عرق.
بلغ عدد الأسر 1,607 أسرة كانت نسبة 44.4% منها لديها أطفال تحت سن الثامنة عشر تعيش معهم، وبلغت نسبة الأزواج القاطنين مع بعضهم البعض 52.5% من أصل المجموع الكلي للأسر، وكانت نسبة 28.9% من غير العائلات. تألفت نسبة 21.0% من أصل جميع الأسر من أفراد ونسبة 6.1% كانوا يعيش معهم شخص وحيد يبلغ من العمر 65 عاماً فما فوق. وبلغ متوسط حجم الأسرة المعيشية 3.36، أما متوسط حجم العائلات فبلغ 2.89.
بلغ العمر الوسطي للسكان 32.3 عاماً. وكانت نسبة 30.7% من القاطنين تحت سن الثامنة عشر، وكانت نسبة 8.4% بين الثامنة عشر والأربعة وعشرون عاماً، ونسبة 32% كانت واقعةً في الفئة العمرية ما بين الخامسة والعشرون حتى والأربعة وأربعون عاماً، ونسبة 21.6% كانت ما بين الخامسة والأربعون حتى الرابعة والستون، ونسبة 7.3% كانت ضمن فئة الخامسة والستون عاماً فما فوق. وتوزع التركيب الجنسي للسكان بنسبة 51.5% ذكور و48.5% إناث.